# Aphaostracon xynoelictum
Aphaostracon xynoelictum é uma espécie de gastrópode  da família Hydrobiidae.
É endémica dos Estados Unidos da América.
Os seus habitats naturais são: rios.
Está ameaçada por perda de habitat.